# Dwór w Wągrodnie
Dwór w Wągrodnie – zabytkowy dwór wybudowany w końcu XIX w. w miejscowości Wągrodno.
Parterowy dwór wybudowany na planie prostokąta, kryty dachem naczółkowym.